# Jay Adams
Pour les articles homonymes, voir Adams.
Jay Adams est né le 3 février 1961 à Los Angeles (États-Unis), et mort le 15 août 2014 au Mexique, est un skater américain. Il est un des membres originels des Z-Boys et est considéré comme l'un des skateboarders les plus influents de tous les temps. Il est surnommé « The Original Seed » : « la graine originelle » du skateboard d'aujourd'hui.
L'ancien membre de l'équipe des Z-Boys Stacy Peralta a appelé Adams « le plus naturel des skateurs du monde ». Adams est représenté largement dans le documentaire Dogtown and Z-Boys et dans le film romancé de l'histoire des Z-boys Les Seigneurs de Dogtown.

## Jeunesse
Jay Adams est né dans une partie de Venice dite « Dogtown ». Il a grandi avec sa mère et son beau père, Kent Sherwood. Il a commencé à surfer et skater à l'âge de 4 ans. Sherwood travaillait au Dave Sweet's Surf Shop, où Adams a été introduit au skateboard par tous les surfers. La manière de skater de Jay a été largement influencée par Larry Bertlemann, un surfer professionnel qui était connu pour caresser les vagues avec sa main lorsqu'il les surfait. En 1974, Adams rejoint la Zephyr surf team qui représentait le surfshop de Santa Monica Jeff Ho Surfboards and Zephyr Productions. Il était le plus jeune et le plus naturellement doué de l'équipe. Quand on lui parle de Jay Adams, le membre des Z-Boy et premier champion du monde de skateboard Tony Alva dit, « Certains enfants sont élevés avec des cookies et du lait, il a été élevé avec le surf et le skateboard. »

## Adulte
À l'âge adulte, Adams a eu de nombreux démêlés avec la justice et a été incarcéré à de nombreuses reprises (pour des crimes d'agression et de stupéfiants entre autres). En 2005, il fut relâché en conditionnelle, mais fut apparemment réemprisonné à Honolulu en 2006 pour des faits de drogue.
Il dit regretter ses actes et continuer le skate et le surf.
Jay signe toutes ses correspondances comme suit : « Jay Adams 100% Skateboarder For Life ».
À sa sortie de prison, il s'est vu offrir un poste de travail chez Hurley clothing.
Il s'est remarié à Tracy Adams en 2006 à Honolulu et vit avec elle à San Clemente en Californie où il est un membre actif d'une église. Il ne se drogue plus depuis 2005 et discute avec des jeunes dans les écoles locales au sujet de ses luttes passées en raison des mauvais choix qu'il a faits selon lui.

## Décès
Le 15 août 2014, Stacy Peralta confirme la mort de Jay Adams à la suite d'une crise cardiaque.